# Dimont
Dimont és un municipi francès, situat a la regió dels Alts de França, al departament del Nord. L'any 2006 tenia 325 habitants. Formà part del comtat d'Hainaut. Es troba a 100 km de Lilla, Brussel·les (Bèlgica) o Reims (Marne), a 45 km de Valenciennes, Mons (B) o Charleroi (B), a 16 km de Maubeuge, Fourmies i a 8 km d'Avesnes-sur-Helpe. Està envoltat pels municipis de Dimechaux i Sars-Poteries.

## Demografia
| 1962                                       | 1968 | 1975 | 1982 | 1990 | 1999 | 2006 |
| ------------------------------------------ | ---- | ---- | ---- | ---- | ---- | ---- |
| 368                                        | 381  | 394  | 377  | 373  | 341  | 328  |
| Des de 1962: població sense dobles comptes |      |      |      |      |      |      |

## Administració
| Període | Identitat         | Partit |
| ------- | ----------------- | ------ |
| 2001-   | Jean-Marie Lebrun |        |